# SCU Ardagger
Der Sportclub UNION Ardagger, kurz SCU Ardagger, ist ein Fußballverein aus der niederösterreichischen Marktgemeinde Ardagger. Der Verein gehört dem Niederösterreichischen Fußballverband (NÖFV) an und spielt ab der Saison 2024/25 in der Landesliga, der vierthöchsten Spielklasse. Seit der Saison 2022/23 tritt Ardagger in einer Spielgemeinschaft mit dem USV Viehdorf an.

## Geschichte

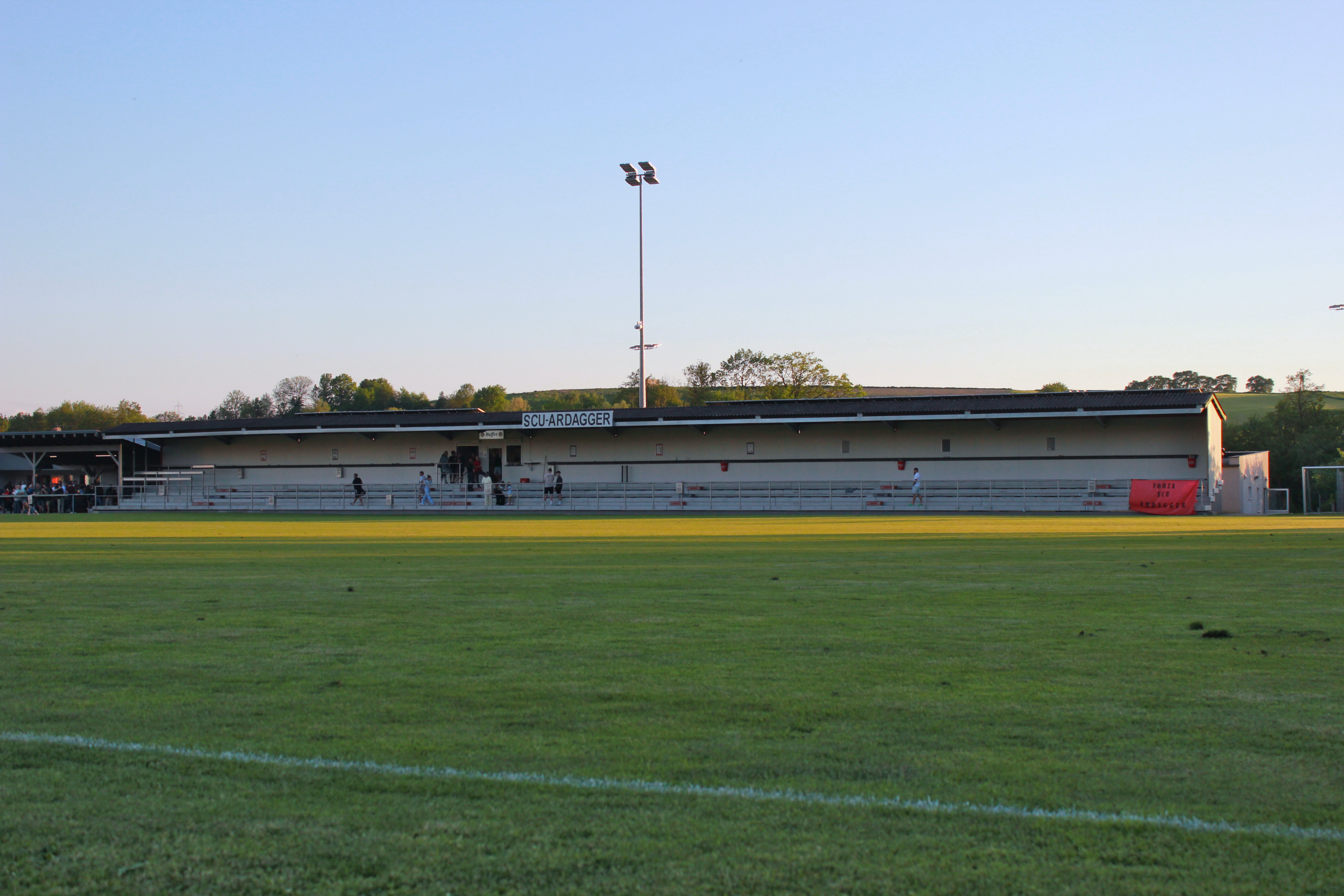
Sportplatz Ardagger (2025)

Der SCU Ardagger wurde im Jahre 1955 gegründet. Der Klub spielte nach der Gründung lange in den untersten Spielklassen Niederösterreichs, in den 1980er Jahren pendelte der Klub zwischen Spielstufe sechs und acht umher. In der Saison 1994/95 gelang dem Team dann als Vizemeister der Unterliga West zunächst wieder der Aufstieg in die sechstklassige Oberliga, ehe zwei Jahre später 1996/97 mit dem Meistertitel in der Oberliga West der erstmalige Aufstieg in die fünftklassige 2. Landesliga folgte. In der Debütsaison 1997/98 verpasste Ardagger als Vizemeister hinter dem SV Gablitz nur knapp den Durchmarsch ins niederösterreichische Oberhaus.
In der Saison 1999/2000 sicherte sich das Team dann allerdings den Meistertitel in der 2. Landesliga West und stieg damit erstmals in die viertklassige Landesliga auf. Die Debütsaison beendete der SCU im gesicherten Mittelfeld auf dem neunten Endrang. Ardagger verbrachte in Folge 23 Jahre lang ohne Unterbrechung in der Landesliga, zumeist belegte der Klub Ränge im Mittelfeld. Die besten Platzierungen des Klubs waren dreimal vierte Plätze in den Saisonen 2011/12, 2012/13 und 2021/22, ehe Ardagger sich in der Spielzeit 2022/23 den Meistertitel in der Landesliga sicherte und damit erstmals in die drittklassige Regionalliga auf.
Bereits in der Saison 2012/13 nahm Ardagger erstmals am ÖFB-Cup teil. Die Niederösterreicher trafen dabei in der ersten Runde auf den Regionalligisten FC Dornbirn 1913, der den Landesligisten aber in der Verlängerung mit 3:2 bezwang. Nach dem Aufstieg durfte das Team in der Spielzeit 2023/24 ein zweites Mal am Cup teilnehmen, diesmal bekam der Klub Serienmeister FC Red Bull Salzburg zugelost, gegen den Ardagger vor 2500 Zuschauer mit 0:6 unterging. Die Debütsaison in der Regionalliga beendete Ardagger auf Platz 15, womit der Verein direkt wieder in die Landesliga absteigen musste.